# 海上衝突回避規範

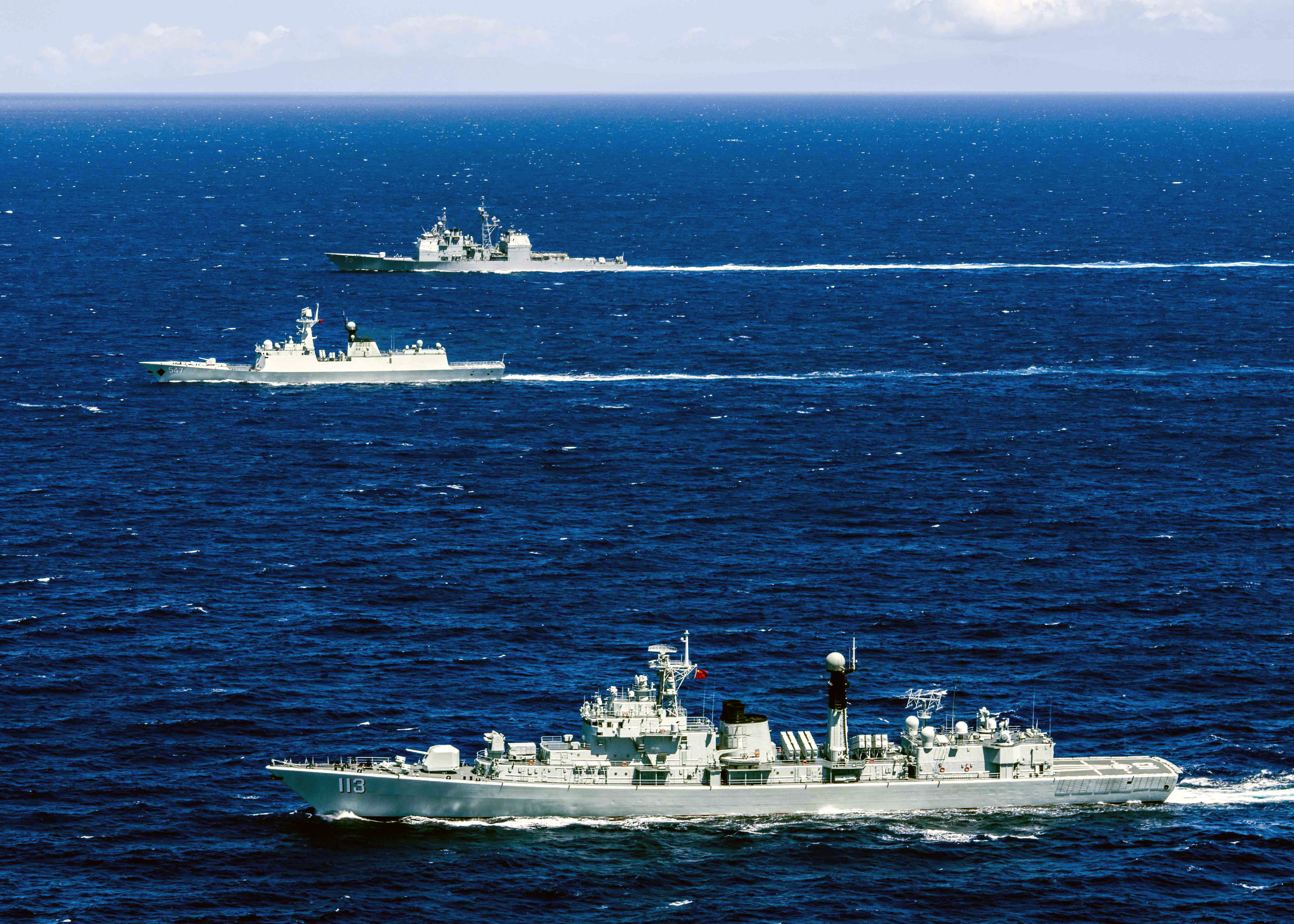
2013年にハワイ沖で実施された米中海軍の共同訓練

海上衝突回避規範（英語: Code for Unplanned Encounters at Sea, CUES、キューズ）は、他国の海軍同士が西太平洋地域の洋上で不慮の遭遇をした場合に取るべき艦艇及び航空機の行動を定めた規範。

## 概要
海上における衝突に関する国際規則としては、1972年10月に国際海事機関（IMO）により制定された海上における衝突の予防のための国際規則に関する条約（COLREG）があった。しかしこれは全ての船舶に適用されるものであり、海軍艦艇のために特別に作られた規則ではないため、模擬攻撃のように海軍艦艇に特有のインシデントについての規定がなかった。同年には、アメリカ合衆国とソビエト連邦の間で、このようなインシデントを防ぐための二国間協定 (INCSEA) が締結されたが、これは国際的に初めて結ばれた海上事故防止協定であり、その後の様々な協定のモデルとなった。
アメリカ合衆国と中華人民共和国のあいだでも、1994年に中国人民解放軍海軍の091型原子力潜水艦（漢型）を追尾中の「キティホーク」空母戦闘群と中国軍機とが対峙した事件を契機として、1998年に軍事海洋協議協定（Military Maritime Consultative Agreement: MMCA）が締結された。しかしこれは米ソのINCSEAとは異なり、協定そのものに事故防止のための共通の規範が定められていなかった。また締結後も、2001年の海南島事件や2013年の中国海軍レーダー照射事件など事故・インシデントが続いており、海洋法の解釈の相違により米中のギャップが埋まっていないこともあって、米中の軍同士の深刻な衝突を避ける役割を十分に果たしていないと評価されていた。
西太平洋海軍シンポジウム（WPNS）では、10年以上にわたって規範に関する問題を討議しており、2012年の会議ではCUESを正式に取り上げたが、中国の棄権によって承認されなかった。しかし同国の習近平国家主席（中国共産党総書記）が、「新型大国関係」の一環として、米軍とのより協力的な関係構築を進めるように指示したこともあって、中国側の姿勢にも変化が生じた。そして2014年4月22日に山東省青島で開催された第14回のシンポジウム（WPNS）において、中国を含む21か国によって、本規範が合意された。
海上での偶発的衝突を防ぐことを目的としており、第2章では安全確保対策、第3章では通信手順が規定された。COLREGでは火器管制レーダーの照射や模擬攻撃等についての規定がなかったのに対し、CUESの2.8項では避けるべき行為として模擬攻撃（simulation of attacks）が明記され、また模擬攻撃の手段として、銃・砲やミサイル、魚雷発射管に並んで、火器管制レーダーの指向も盛り込まれた。
あくまで規範であり、法的拘束力や遵守義務がなく、規範の対象も西太平洋地域で活動する合意国の海軍艦艇や航空機に限定されているものの、多国間協議の場において、中国を含めた環太平洋の各国が共通のルールに合意したことは画期的なこととされる。

## 合意国
本規範に2014年に合意した国は以下のとおり。
- 中国
- ロシア
- 韓国
- 日本
- ベトナム
- フィリピン
- ブルネイ
- マレーシア
- シンガポール
- インドネシア
- タイ
- カンボジア
- パプアニューギニア
- オーストラリア
- ニュージーランド
- トンガ
- フランス
- カナダ
- アメリカ
- ペルー
- チリ